# خفاش الرحيق أنبوبي الشفتين
خفاش الرحيق أنبوبي الشفتين (أنورا فيستولاتا) هو نوع من الخفافيش المتواجدة في الإكوادور، إكتشفت لأول مرة في عام 2005. اشتق اسم فيستولاتا من الكلمة اللاتينية فيستولا والتي تعني «أنبوب». تم استخدام الكلمة لأنها أفضل وصف لشفه الخفاش السفلية، والتي تمتد من 3.3 إلى 4.8 مم تحت الشفة العليا مكونه شكل أنبوبي. لا يمكن تحديد الوظيفة الرئيسية للشفاه بشكل دقيق.
يمتلك الخفاش أطول لسان بالنسبة للجسد من بين جميع الحيوانات الثدييه (8.5 سم). يبلغ طول لسانها 150% من طول جسمها.
بالتطور التقاربي، إمتلك كلا من آكل النمل الحرشفي، آكل النمل الكبير، خفافيش الرحيق أنبوبية الشفاه لسانا منفصلا عن العظمة اللامية من البلعوم إلى عمق الصدر. يبدأ اللسان من بين عظم القص والقصبة الهوائية.
بسبب لسانها الطويل بشكل إستثنائي، فإن الخفافيش الرحيقية أنبوبيه الشفاه تمتلك نظام غذائي متنوع يشمل الرحيق، حبوب اللقاح والحشرات. يرجع إليها الفضل في تلقيح الزهرة الفريدة سينتروبوغون نيغريكانز ذات العنق الطويل (يتراوح طول عنقها من 8 إلى 9 سم).

## وصلات خارجية
- خفاش الرحيق أنبوبي الشفتين
- معلومات عن خفاش الرحيق أنبوبي الشفتين